# A Salty Dog (album)
A Salty Dog è il terzo album dei Procol Harum, pubblicato nel 1969 dalla A&M.

## Tracce
1. A Salty Dog (Brooker/Reid)
2. The Milk of Human Kindness (Brooker/Reid)
3. Too Much Between Us (Brooker/Trower/Reid)
4. The Devil Came From Kansas (Brooker/Reid)
5. Boredom (Brooker/Fisher/Reid)
6. Juicy John Pink (Trower/Reid)
7. Wreck of The Hesperus (Fisher/Reid)
8. All This and More (Brooker/Reid)
9. Crucifiction Lane (Trower/Reid)
10. Pilgrim's Progress (Fisher/Reid)

## Formazione
- Matthew Fisher - organo Hammond, chitarra ritmica, pianoforte e voce;
- Dave Knights - basso
- B.J. Wilson - batteria
- Robin Trower - chitarra e voce
- Gary Brooker - pianoforte e voce
- Keith Reid - testi

## Testi
- Testi, su procolharum.com.